# Tác chiến đô thị

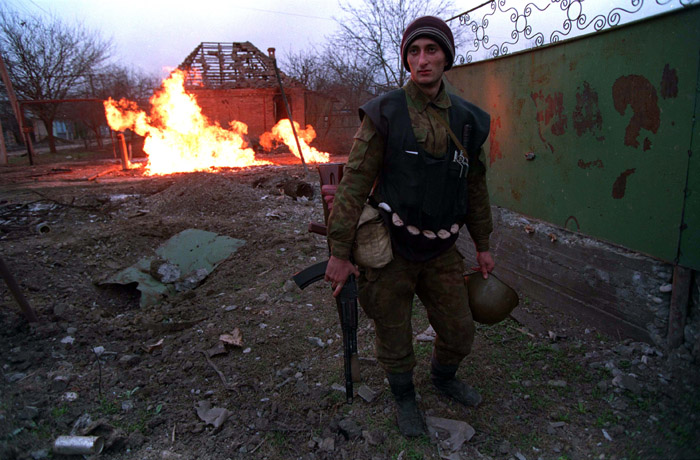
Một tay súng Chechen đang giao tranh ở đô thị

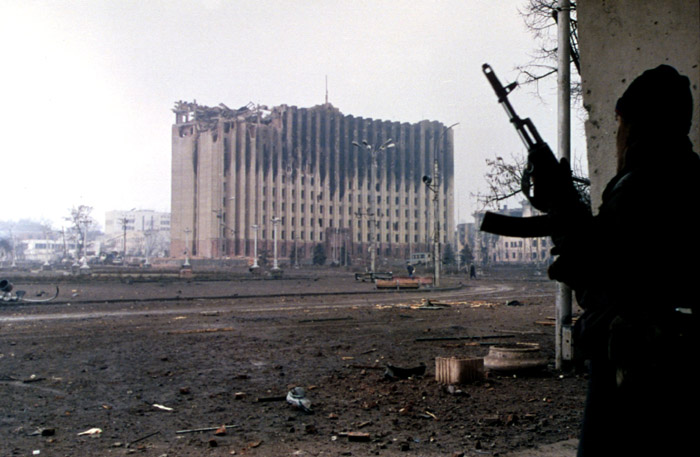
Tay súng bắn tỉa Chechen đang núp sau tòa nhà giao tranh

Tác chiến đô thị hay chiến tranh đô thị (Urban warfare) là hoạt động chiến đấu diễn ra trong các khu vực đô thị như thị trấn và thành phố. Trong lịch sử, Lực lượng vũ trang Hoa Kỳ quy ước gọi hoạt động tác chiến đô thị là UO nhưng thuật ngữ này đã được thay thế bằng MOUT (các hoạt động quân sự ở địa hình đô thị). Tác chiến ở đô thị khác với tác chiến mở ở cả cấp độ hoạt động và chiến thuật. Các yếu tố phức tạp trong tác chiến đô thị bao gồm sự hiện diện của dân thường và sự phức tạp của địa hình đô thị thường tạo ra thế giằng co dai dẵng. Các hoạt động tác chiến đô thị có thể được tiến hành để tận dụng lợi thế chiến lược hoặc chiến thuật liên quan đến việc chiếm giữ hoặc kiểm soát một khu vực đô thị cụ thể hoặc để tước đi những lợi thế này của kẻ thù. 
Tác chiến đô thị đã vô hiệu hóa những lợi thế mà bên này có thể có so với bên kia về thiết giáp, pháo hạng nặng hoặc yểm trợ trên không. Các cuộc phục kích của các nhóm nhỏ binh lính với vũ khí chống tăng cầm tay có thể phá hủy toàn bộ các phương tiện thiết giáp hiện đại (như trong Trận chiến Grozny lần thứ nhất), trong khi sự yểm trợ của pháo binh và không quân có thể bị giảm thiểu đáng kể nếu bên tấn công muốn hạn chế tổn thất về dân sự. Một số thường dân có thể khó phân biệt với các chiến binh như dân quân và băng đảng có vũ trang, và đặc biệt là những cá nhân chỉ đơn giản là cố gắng bảo vệ ngôi nhà của họ khỏi những kẻ tấn công. Các chiến thuật phức tạp bởi không gian ba chiều, tầm quan sát, góc chết và hỏa lực hạn chế do các tòa nhà, dãy phố giúp che giấu và che chở cho quân phòng thủ, cơ sở hạ tầng dưới mặt đất và sự dễ dàng của việc bố trí các loại bẫy và bố trí các tay súng bắn tỉa.